# Rostkindad fnittertrast
Rostkindad fnittertrast (Garrulax castanotis) är en fågel i familjen fnittertrastar inom ordningen tättingar.

## Utseende
Rostkindad fnittertrast är en rätt stor (28–30,5 cm) och grå fnittertrast. Fjäderdräkten är enhetligt grå, på stjärten mörkare. Den är svart på ansikte, strupe och övre delen av bröstet. På sidan av huvudet syns en rost- till kastanjebrun fläck som gett arten dess namn. Hos fåglar i Laos (underarten varennei) är fläcken vit i bakkant och därför dessutom mindre.

## Levnadssätt
Rostkindad fnittertrast är stannfågel i städsegrön lövskog på 400–1700 meters höjd. Den ses vanligen i grupper om tio fåglar eller mer, ofta i artblandade flockar. Den födosöker på marken efter insekter bland torra löv, men kan också röra sig högre upp i träden. 

## Utbredning och systematik
Rostkindad fnittertrast delas in i två underarter med följande utbredning:
- Garrulax castanotis castanotis – förekommer på ön Hainan (södra Kina)
- Garrulax castanotis varennei – förekommer i nordöstra och centrala Laos (provinserna Chiang Khwang och Thakkek)

Tidigare behandlades den som underart till grå fnittertrast och vissa gör det fortfarande.

## Status och hot
Arten har ett stort utbredningsområde och en stor population, men tros minska i antal, dock inte tillräckligt kraftigt för att den ska betraktas som hotad. Internationella naturvårdsunionen IUCN listar därför arten som livskraftig (LC). Världspopulationen har inte uppskattats, men den beskrivs som lokalt vanlig i hela utbredningsområdet.